# مارکوس گروس
مارکوس گروس (آلمانی: Marcus Gross؛ زادهٔ ۲۸ سپتامبر ۱۹۸۹) ورزشکار اهل آلمان است.
وی در مسابقات کشوری و بین‌المللی در مجموع برندهٔ ۱۳ مدال طلا، ۳ مدال نقره، ۳ مدال برنز شده‌است.